# هنري إتش. ولس
هنري إتش. ولس هو محامي وسياسي أمريكي، ولد في 17 سبتمبر 1823 في روتشستر في الولايات المتحدة، وتوفي في 13 فبراير 1890 في بالميرا في الولايات المتحدة. نشط حزبياً في الحزب الجمهوري. وقد انتخب United States Attorney for the District of Columbia ‏ وانتخب حاكم فرجينيا ‏ (4 أبريل 1868 – 21 سبتمبر 1869) وانتخب عضو مجلس نواب ميشيغان ‏.